# Tiražni liker
Tiražni liker (fra. liquer de tirage) je u Republici Hrvatskoj, u smislu Pravilnika o proizvodnji vina, proizvod koji se dodaje kupaži (osnovnom vinu) radi poticanja drugog (sekundarnog, naknadnog) vrenja. Dodavanje tiražnog likera ne smatra se doslađivanjem vina. Ne smatra se niti pojačavanjem, ali ne smije povećati ukupnu alkoholnu jakost kupaže za više od 1,5 vol %. Povećanje mjerimo izračunom razlike ukupne alkoholne jakosti kupaže i ukupne alkoholne jakosti pjenušavog vina prije nego što je dodan ekspedicijski liker (fra. liqueur de dosage, liqueur d'expédition).
Tiražni liker koristimo u postupku proizvodnje pjenušca tradicionalnom odnosno klasičnom metodom. (fra. methode champenoise). Drugo vrenje odvija se u bocama. 
Tiražni liker je vrsta šećernog sirupa. Dobijemo ga otapanjem šećera u manjoj količini vina, do 50% udjela. 
Pripravljamo ga u manjoj količini vina koje služi za šampanjizaciju. Šećer koji se dodaje u obliku saharoze ili glukoze mora činiti 50% udjela u sirupu. U sirupu mora biti još 1 do 2 g/l limunske kiseline koja služi za inverziju saharoze. Kad izračunavamo količinu šećera i vina za pripremu sirupa, mora se razmatrati povećanje obujma prigodom otapanja šećera. Npr., za hektolitar sirupa treba 70 l vina i 50 kg šećera, zato što dodatni šećer povećava obujam za 30 l, jer šećer povećava obujam za 0,6 l. Temeljem količine CO2 koja se želi dobiti i temeljem randmana CO2 koji se dobiva vrenjem šećera izračunamo količinu šećernog sirupa koju valja dodati vinu prije drugog vrenja.  Zakonski propisi određuju da pjenušac mora imati najmanje 3 bara tlaka da bi ga smjeli zvati pjenušcem, a za visoku kakvoću ugljikova dioksida mora biti u bocama toliko da tlak u bocama bude 5-6 bara.
Obrazac za potrebnu količinu šećera je: 
X=(Pt x At / 0,247) + 3, pri čemu je:
X = količina šećera u g/l vina
Pt = željeni tlak u boci
At = koeficijent apsorpcijske moći vina
0,247 - konstanta, predstavlja količnu CO2 u l nastalu fermentacijom 1 g šećera
Potrebnu količinu šećera očitavamo iz tablica, glede količine alkohola u vinu.
Kad u šećernom sirupu postigne se željeni omjer, uz točno dozirani sirup vinu dodaje se razmnoženi vinski kvasac. Potom svu smjesu homogenizira se pomoću kružnih mješalica.